# Фер-Оукс (округ Ферфакс, Вірджинія)
Фер-Оукс (англ. Fair Oaks) — переписна місцевість (CDP) в США, в окрузі Ферфакс штату Вірджинія. Населення — 34 052 особи (2020).

## Географія
Фер-Оукс розташований за координатами 38°51′57″ пн. ш. 77°21′33″ зх. д. / 38.86583° пн. ш. 77.35917° зх. д. (38.865937, -77.359205).  За даними Бюро перепису населення США в 2010 році переписна місцевість мала площу 13,08 км², з яких 12,95 км² — суходіл та 0,13 км² — водойми.

## Демографія
Згідно з переписом 2010 року, у переписній місцевості мешкали 30 223 особи в 13 688 домогосподарствах у складі 7331 родини. Густота населення становила 2310 осіб/км².  Було 14367 помешкань (1098/км²).
Расовий склад населення:
| - 57,8 % — білих - 25,9 % — азіатів - 8,8 % — чорних або афроамериканців - 0,2 % — корінних американців - 0,1 % — вихідців з тихоокеанських островів - 3,0 % — осіб інших рас |

До двох чи більше рас належало 4,2 %. Частка іспаномовних становила 9,3 % від усіх жителів.
За віковим діапазоном населення розподілялося таким чином: 18,9 % — особи молодші 18 років, 75,0 % — особи у віці 18—64 років, 6,1 % — особи у віці 65 років та старші. Медіана віку мешканця становила 32,3 року. На 100 осіб жіночої статі у переписній місцевості припадало 94,0 чоловіків;  на 100 жінок у віці від 18 років та старших — 91,5 чоловіків також старших 18 років.
Середній дохід на одне домашнє господарство  становив 114 413 долари США (медіана — 101 899), а середній дохід на одну сім'ю — 126 005 доларів (медіана — 110 508). Медіана доходів становила 85 562 долари для чоловіків та 65 748 доларів для жінок. За межею бідності перебувало 9,3 % осіб, у тому числі 15,6 % дітей у віці до 18 років та 0,6 % осіб у віці 65 років та старших.
Цивільне працевлаштоване населення становило 20 622 особи. Основні галузі зайнятості: науковці, спеціалісти, менеджери — 26,1 %, освіта, охорона здоров'я та соціальна допомога — 20,5 %, публічна адміністрація — 11,6 %, фінанси, страхування та нерухомість — 7,8 %.